# Gian Carlo Michelini
Gian Carlo Michelini (Bologna, 7 luglio 1935) è un presbitero italiano naturalizzato taiwanese.

## Biografia
Nipote di un missionario che aveva servito in Cina, Michelini decise di seguire le orme dello zio, da cui aveva appreso elementi di lingua e cultura cinese. Dopo essere entrato nei Camilliani ed essere stato ordinato prete, decise di recarsi in Cina e nel 1964 si stabilì a Taiwan, non avendo potuto scegliere la Repubblica popolare Cinese a causa del regime comunista. A Taiwan passò i primi due anni a Hsinchu, dove studiò la lingua cinese e adottò il nome cinese Mi Ke-ling, poi fu inviato nella contea di Yilan. Invece di dedicarsi al servizio ospedaliero come i suoi confratelli, volle occuparsi dell'educazione della gioventù.
Resosi conto che c'erano poche attività per i giovani, su consiglio di alcuni amici decise di organizzare per la gioventù varie attività culturali basate sulla tradizione cinese come veicolo per un lavoro missionario, così fondò il Lan Yang Youth Catholic Center (LYYCC), con lo scopo di offrire varie attività extrascolastiche, tra cui la danza e la musica. Michelini decise di privilegiare la danza tradizionale cinese e fondò il Lan Yang Dancers, una compagnia giovanile di danze folcloristiche cinesi. Sia il centro che la compagnia presero il nome dalla piana di Lanyang, una pianura della contea di Yilan. La fama della compagnia di danza crebbe a Taiwan e nel 1974 fece il suo debutto internazionale con un tour in Italia. Nonostante l'insuccesso del primo spettacolo, la fama della compagnia crebbe e il Lan Yang Dancers arrivò ad esibirsi in Vaticano davanti a papa Paolo VI, diventando la prima compagnia di danza ad esibirsi davanti ad un Papa.
Dopo il tour in Italia, la compagnia di danza si esibì anche in altre nazioni europee (Austria, Germania, Svizzera, Belgio, Spagna e Portogallo). Nel 1977 e nel 1978 il Lan Yang Dancers si esibì in America centrale, America meridionale e anche negli Stati Uniti d'America, dove portò per la prima volta a Disneyland uno spettacolo folcloristico cinese. Nel 1990 Michelini fu invitato a partecipare ad una conferenza del CIOFF, organizzazione non governativa affiliata all'UNESCO stabilendo un contatto che portò Taiwan ad aderire al CIOFF nel 1994. Nel 1996, su proposta di Michelini, Taiwan organizzò l’Yilan International Children's Folklore and Folkgame Festival, che riscosse un notevole successo e fu riproposto negli anni successivi con il riconoscimento da parte del CIOFF. Nel 2017, in occasione del suo ottantatreesimo compleanno, Michelini ha ricevuto la cittadinanza di Taiwan per i suoi meriti acquisiti nel campo culturale ed artistico.

## Onorificenze
- 2015: Ordine della Stella Brillante